# 橋頭里
橋頭里是中華民國高雄市橋頭區轄下的一個里，面積784330平方公尺，包含28鄰，2021年人口2419人。

## 歷史
清朝鳳山仕隆庄的墾民在中崎溪上築圳引水西流灌溉田地，在圳道與仕隆庄往北通阿公店街的小路交會點的北側，由於地位要衝至雍正年間已形成中型聚落小店仔，乾隆年間在灌溉的渠道上建小店仔橋，而聚落因位於圳道北側的橋頭，因此百姓習稱為「橋仔頭」，屬鳳山支廳仁壽下里，日治屬高雄州岡山郡楠梓庄，之後又改隸屬於岡山街。1947年橋頭鄉成立，逐成立橋頭村，1953年橋頭村劃出大井巷以南設橋南村，2010年高雄縣市合併後變更為橋頭里。

## 景點

### 橋頭老街
橋仔頭街曾是清朝時期台灣府城到鳳山縣城的官道，直到日治時期都是橋頭區的主要聯外道路和政經中心，建築風格原大致維持日治時期街屋樣貌，亦有完整的閩南建築。1979年為聲援余登發父子匪諜案，黨外人士在此發起戒嚴時期第一次集會遊行，被稱為「民主第一街」。

### 橋頭舊火車站
橋頭舊火車站位於橋仔頭街北側，1901年即因糖業輸出之需設站，舊稱「橋仔頭驛站」，現今的站體是1930年代簡約風格的代表性建築，2004年列為高雄市歷史建築物。